# 姫宮なぎさ
姫宮 なぎさ（ひめみや なぎさ、1986年1月16日 - ）は、宮城県名取市出身のアイドルタレント、女優、モデル。大学院修了後は就職し、芸能活動からは引退。  

## 出演

### バラエティ番組
- 千葉テレビ『アキバン!バン!バン!』毎週月曜23:30-24:00
- 千葉テレビ『勝利の女神（アイドルヌードル）千葉のおいしいラーメン屋紹介』2008年6月13日・6月20日
- 日本テレビ『NEWSリアルタイム』2007年1月21日
- 日本テレビ『ぶっコギ!』ゲスト2006年12月19日
- MONDO21『水着でFight!アイドルサバイバル』レギュラー（2006年11月-2007年4月）30分番組
- GYAO!『野田義治のセクシーマガジン』（2006年6月21日）

### 映画
- 『愛しあう事しかできない』2007年 上映(漫画・桜沢エリカ原作)

### 書籍・写真集
- 2nd・DVD特別付録コラボ集『姫宮なぎさvs竹下晃史サマーガール』(2006年9月8日)

### DVD
- 4th『朝倉みかん × 姫宮なぎさ』サマーガール・シリーズ(2007年1月19日)
- 3rd『小悪魔女の秘め事』第5巻 AMP(2006年12月26日)
- 2nd『姫宮なぎさvs竹下晃史サマーガール』サマーガール・シリーズ(2006年9月8日)
- 1st『ヒメコト』プリティ‐ボディ‐シリーズ(2006年5月26日)
- 近代映画社『memew vol.33』特別付録(2006年11月27日)
- ワニマガジン社『Hip&Lip』特別付録(2006年11月6日)
- バウハウス『デカップ』特別付録(2006年9月15日)
- 小学館『sabra』12号[特別付録]『sabra最注目アイドルBEST6大集合!』(2006年6月22日)
- 小学館『sabra』07号[特別付録]『バージョンアップで新学期!』(2006年4月13日)

### ラジオ
- インターFM『Player's Power』レギュラーDJ（2007年5月-7月）毎週日曜日24:00-24:30
- インターFM『SOUL OF ENERGY』レギュラーDJ（2007年2月-4月）毎週日曜日24:00-24:30
- インターFM『SKY&STARS』レギュラーDJ（2006年11-2007年1月）毎週日曜日24:00-24:30
- TBS『4番なかやま』ゲスト(2006年5月20日)
- TBS『あべこうじのポッドキャスト番長』ゲスト(2007年1月15日)

### 雑誌
- ダイアプレス『デコ待画&デコメール』表紙（2007年5月31日)
- 晋遊舎『Berrys』3号(2007年3月20日)
- バウハウス『デカップ』(2007年3月15日)
- ワニマガジン社『Yha! Hip&Hop』4月号(2007年3月6日)
- 近代映画社『kindai』3月号(2007年1月23日)
- 近代映画社『memew2007』(2006年12月18日)
- 近代映画社『kindai』2月号(2006年12月12日)
- 近代映画社『kindai』1月号(2006年11月27日)
- 近代映画社『memew vol.33』(2006年11月27日)
- 学研『BOMB!』12月（2006年11月9日)
- ワニマガジン社『Yha! Hip&Hop』12月号(2006年11月6日)
- 白夜書房『Audition』12月（2006年11月1日)
- 徳間書店『週刊アサヒ芸能』(2006年10月10日)
- KKベストセラーズ『おとなの特選街』(2006年10月10日)
- 晋遊舎『Berrys』2号(2006年9月21日)
- バウハウス『デカップ』(2006年9月15日)
- 白夜書房『Audition』10号（2006年9月1日)
- バウハウス『デカップ』(2006年8月19日)
- キューブリック『メルちょGetta!』(2006年8月12日)
- ミリオン出版『men's UP!』(2006年7月10日)
- 講談社『ヤングマガジン』(2006年6月19日)
- 白泉社『YOUNG ANIMAL』(2006年6月9日)
- バウハウス『GOKUH』(2006年6月3日)
- 白夜書房『Audition』7号(2006年6月1日)
- 小学館『sabra』2006年10号(2006年5月25日)
- ミリオン出版『ナックルズEX』(2006年5月25日)
- 英知出版『Beppin School』(2006年5月16日)
- 内外出版社『Dress up car magazine』(2006年3月10日)

### 新聞
- 東京スポーツ(2007年1月16日)
- デイリースポーツ(2007年1月13日)
- デイリースポーツ(2006年9月20日)
- デイリースポーツ(2006年7月13日)
- 東京スポーツ(2006年6月20日)

### イベント
- 学生2000人合同学園祭『東京学生フェスティバル』総合司会(2008年8月21日)
- 『OVER GROUND in Tokyo』@FOWER イベントGIRL(2007年6月17日)
- 『OVER GROUND』@Zepp OSAKAプレゼンター(2007年1月27日)
- 『朝倉みかん × 姫宮なぎさ』DVD発売記念トーク&水着&握手会(2007年1月21日)
- 『姫宮なぎさvs竹下晃史　サマーガール』DVD発売記念トーク＆水着＆握手会(2006年9月10日)
- 『Pretty　Body　ヒメコト　姫宮なぎさ』DVD発売記念　トーク＆水着撮影＆握手会(2006年6月18日)

### 携帯
- 『東京スポーツ・プロレス「アイドル応援団」』レギュラー(2007年1月-3月)
- 『KDDI/auオフィシャルメニュー「オシゴエ」』(2006年7月)
- 『KDDI/auダウンロードラジオ「冠二郎のほろよい珍道中」レギュラー』全12回(2006年4月-7月)